# Geophis betaniensis
Geophis betaniensis là một loài rắn trong họ Rắn nước. Loài này được Restrepo & Wright mô tả khoa học đầu tiên năm 1987.